# Dreadnought
Drednought (u hrvatskoj literaturi i drednot), vrsta je ratnog broda s početka 20. stoljeća. Prethodnik je bojnih brodova koji su uslijedili. Projektiran je prema standardima koje je postavio engleski ratni brod HMS Dreadnought.

## Vanjske poveznice
- Britanski i njemački dreadnoughtovi